# بيدرو باسكوال سيجورا
بيدرو باسكوال سيجورا (بالإسبانية: Pedro Pascual Segura)‏ هو سياسي أرجنتيني، ولد في 1802 في مندوزا في الأرجنتين، وتوفي بنفس المكان في 1865. حزبياً، نشط في Federalist Party (Argentina) ‏.